# Calodesma collaris
Calodesma collaris là một loài bướm đêm thuộc phân họ Arctiinae, họ Erebidae.